# Witold Szymański
Witold Mieczysław Szymański (ur. 12 sierpnia 1949 w Łodzi) – generał brygady Wojska Polskiego.
Absolwent Wyższej Oficerskiej Szkoły Wojsk Zmechanizowanych im. Tadeusza Kościuszki we Wrocławiu oraz Akademii Wojskowej Narodowej Armii Ludowej NRD w Dreźnie.
Pełnił funkcje dowódcze różnych szczebli w jednostkach 7 Łużyckiej Dywizji Desantowej. W latach 1984–1992 był m.in. oficerem do zleceń w Gabinecie Ministra Obrony Narodowej, a następnie zastępcą Szefa Sekretariatu Szefa Sztabu Generalnego WP.
Jesienią 1993 został mianowany szefem Gabinetu MON. W latach następnych pełnił różne funkcje w resorcie obrony, w tym na stanowisku pierwszego zastępcy dyrektora Departamentu Kontroli MON. W marcu 1997 roku, po ukończeniu podyplomowych studiów w Akademii Studiów Strategicznych i Ekonomiki Obrony w Garmisch-Partenkirchen (RFN), został wyznaczony na stanowisko szefa Zarządu Ogólnego Sztabu Generalnego WP. 15 sierpnia 1997 roku Prezydent RP, Aleksander Kwaśniewski wręczył mu nominację na generała brygady. W lutym 2000 roku objął stanowisko szefa Zarządu Rozpoznania Strategicznego w Generalnym Zarządzie Rozpoznania Wojskowego P-2 Sztabu Generalnego WP. W październiku 2001 roku został szefem Sekretariatu Ministra Obrony Narodowej, Jerzego Szmajdzińskiego.
Ordery i odznaczenia
- Krzyż Oficerski Orderu Odrodzenia Polski (2005)[1].
- Krzyż Kawalerski Orderu Odrodzenia Polski (1998)[2].
- Złoty Krzyż Zasługi[potrzebny przypis].
- Złoty Krzyż Bundeswehry (2003)[potrzebny przypis].